# Шигаєво (Шалинський міський округ)
Шига́єво (рос. Шигаево) — присілок у складі Шалинського міського округу Свердловської області.
Населення — 14 осіб (2010, 4 2002).
Національний склад станом на 2002 рік: росіяни — 75 %.